# Dignac
 Dignac  es una población y comuna francesa, en la región de Poitou-Charentes, departamento de Charente, en el distrito de Angoulême y cantón de Villebois-Lavalette.

## Demografía
| 793 | 843 | 896 | 1147 | 1230 | 1280 |
| Para los censos de 1962 a 1999 la población legal corresponde a la población sin duplicidades (Fuente: INSEE [Consultar]) |     |     |      |      |      |